# 普馬科查湖 (利馬大區)
12°23′4.3″S 75°40′33.3″W / 12.384528°S 75.675917°W
普馬科查湖（Lake Pumacocha），是秘魯的湖泊，位於該國中南部利馬大區的堯約斯省，處於安第斯山脈地區，該湖泊長2公里，海拔高度4,388米，最大水深26米。